# Општина Драгоешти (Јаломица)
Драгоешти (рум. Drăgoeşti) општина је у Румунији у округу Јаломица.
Oпштина се налази на надморској висини од 59 m.